# Le Ménil-de-Briouze
Le Ménil-de-Briouze település Franciaországban, Orne megyében. Lakosainak száma 529 fő (2022. január 1.). Le Ménil-de-Briouze Bellou-en-Houlme, Briouze, La Coulonche, Lignou, Lonlay-le-Tesson, Pointel és Les Monts-d'Andaine községekkel határos.

## Népesség
A település népességének változása:
| Lakosok száma | 557  | 569  | 584  | 562  | 551  | 539  | 535  | 534  | 529  |
|               | 2013 | 2015 | 2016 | 2017 | 2018 | 2019 | 2020 | 2021 | 2022 |